# وادي طوى
الوادي المقدس طوى، ذكر هذا الوادي في جميع الشرائع السماوية، وقد ذكر في القرآن عدة مرات، وأيضًا ذكر في التوراة، والإنجيل، ومن خلال هذا الوادي تلقى موسى الوصايا من الله، حيث يشير النص القرآني: ﴿إِنِّي أَنَا رَبُّكَ فَاخْلَعْ نَعْلَيْكَ إِنَّكَ بِالْوَادِ الْمُقَدَّسِ طُوًى ۝١٢﴾ (سورة طه:12).

## وادى طوى في القرآن
﴿وَهَلْ أَتَاكَ حَدِيثُ مُوسَى ۝٩ إِذْ رَأَى نَارًا فَقَالَ لِأَهْلِهِ امْكُثُوا إِنِّي آنَسْتُ نَارًا لَعَلِّي آتِيكُمْ مِنْهَا بِقَبَسٍ أَوْ أَجِدُ عَلَى النَّارِ هُدًى ۝١٠ فَلَمَّا أَتَاهَا نُودِيَ يَا مُوسَى ۝١١ إِنِّي أَنَا رَبُّكَ فَاخْلَعْ نَعْلَيْكَ إِنَّكَ بِالْوَادِ الْمُقَدَّسِ طُوًى ۝١٢﴾ (سورة طه:9 - 12)

## معنى الوادي المقدس طوى
حسب العلماء والمفسرين المسلمين: وأما قوله ( إنك بالوادي المقدس طوى - موقع إسلام ويب ) فإنه يقول: إنك بالوادي المطهر المبارك.
واختلف أهل التأويل في تأويل قوله (طوى) فقال بعضهم: معناه إنك بالوادي المقدس طويته، فعلى هذا القول من قولهم طوى مصدر خرج من غير لفظه، كأنه قال: طويت الوادي المقدس طوى.
ذكر من قال ذلك:
حدثني محمد بن سعد، قال: ثني أبي، قال: ثني عمي، قال: ثني أبي، عن أبيه، عن ابن عباس: قوله ( إنك بالوادي المقدس طوى ) يعني الأرض المقدسة، وذلك أنه مر بواديها ليلا فطواه، يقال: طويت وادي كذا وكذا طوى من الليل، وارتفع إلى أعلى الوادي، وذلك نبي الله موسى صلى الله عليه وسلم.

## موقع الوادي المقدس طوى
يعتبر هذا الوادي من أكثر الأماكن المقدسة العظيمة، ولكن موقع هذا الوادي لا يزال محل تمحيص وتدقيق في مكانه، ولكن من المؤكد أنه يقع في مصر في شبه جزيرة سيناء، وقالوا أن هذا الوادي كانت بدايته وادي أسيل، وكان موسى قد مكث مدة تقريبًا 10 سنوات. وبعد أن تزوج بنت النبي شعيب، انطلق إلى مكان غير معلوم حتى وصل إلى وادي نبق الموجود في سيناء، ثم بعد ذلك تحرك إلى وادي الكيت ثم بعد ذلك إلى وادي أسلا حتى وصل بعد ذلك إلى الوادي المقدس طوى.